# Unión Peruana de Productores Fonográficos
La Unión Peruana de Productores Fonográficos (UNIMPRO) è un'organizzazione non governativa non a scopo di lucro che si occupa di tutelare l'industria musicale del Perù e i musicisti, interpreti, autori e compositori che ne fanno parte. Dal 2012 è membro dell'International Federation of the Phonographic Industry.

## Classifica
A partire dal 16 luglio 2021 l'organizzazione pubblica settimanalmente una top 3000 dei brani più riprodotti in streaming a livello nazionale.

## Certificazioni
La Unión Peruana de Productores Fonográficos rilascia certificazioni agli album che hanno raggiunto una certa soglia di vendite su richiesta delle etichette discografiche: il disco d'oro scatta alle 3 000 copie, mentre gli album che hanno venduto più di 6 000 copie a livello nazionale sono idonei per il disco di platino.